# Petrus Gonsalvus
Pedro González o Petrus Gonsalvus (Tenerife, Islas Canarias; 1537 - Capodimonte, Viterbo, Italia; 1618) fue un gentilhombre en la corte de Enrique II de Francia, que alcanzó rango nobiliario. Es famoso por haber padecido la enfermedad de la hipertricosis. Por esta razón, es más conocido por el sobrenombre del «Salvaje Gentilhombre de Tenerife» o el «Hombre Lobo Canario».

## Biografía
Nació con la enfermedad de la hipertricosis universalis congénita en 1537 en Tenerife, poco después de la conquista de la isla por el Adelantado Alonso Fernández de Lugo. Se sabe que el joven Pedro González era descendiente de menceyes guanches.
A los diez años de edad fue llevado, en condiciones que yacen en la oscuridad, a la corte del rey Enrique II de Francia, donde permaneció 44 años. La llegada del muchacho a la corte parisina fue todo un acontecimiento por la curiosidad que despertaba su enfermedad.
Giulo Alvarotto, un diplomático italiano en la corte francesa en esas fechas, lo describe así:

Su cara y su cuerpo están recubiertos por una fina capa de pelo, de unos cinco dedos de largo [9 cm.] y de color rubio oscuro, mas fina que la de una "marta cibellina" y de olor bueno, si bien la cubierta de pelo no es muy espesa, pudiéndose apreciar bien los rasgos de su cara.

Desde el primer momento, Enrique II tomó este presente como muy valioso, pues era una rareza desconocida en la Europa de aquella época. El conocimiento de la lengua española del rey francés, le permitió descubrir de boca del niño, que su nombre era Pedro González, que provenía de la isla de Tenerife y que su padre era un jefe tribal de los antiguos guanches. La mentalidad en el París del siglo XVI, relacionan el aspecto del muchacho con la del mito del «hombre salvaje», proveniente de unas islas lejanas en medio del océano Atlántico que reforzaban tal concepto.
El rey se propuso, desde el principio, desterrar el supuesto lado salvaje del niño, e inculcarle una buena educación y costumbres sociales refinadas. Pedro González fue instruido en humanidades y latín, lengua que se consideraba la más alta expresión de cultura, sólo reservada para la aristocracia y por ende saberla hablar perfectamente era sinónimo de prestigio social. El rey le otorgó el puesto de sommelier de panneterie bouche du roy (servicio de boca del rey), puesto reservado para los nobles de mayor rango y con un sueldo de 240 libras anuales. Además, se le concedió el derecho de la anteposición del "Don", en su nombre, por ser descendiente de un rey guanche.

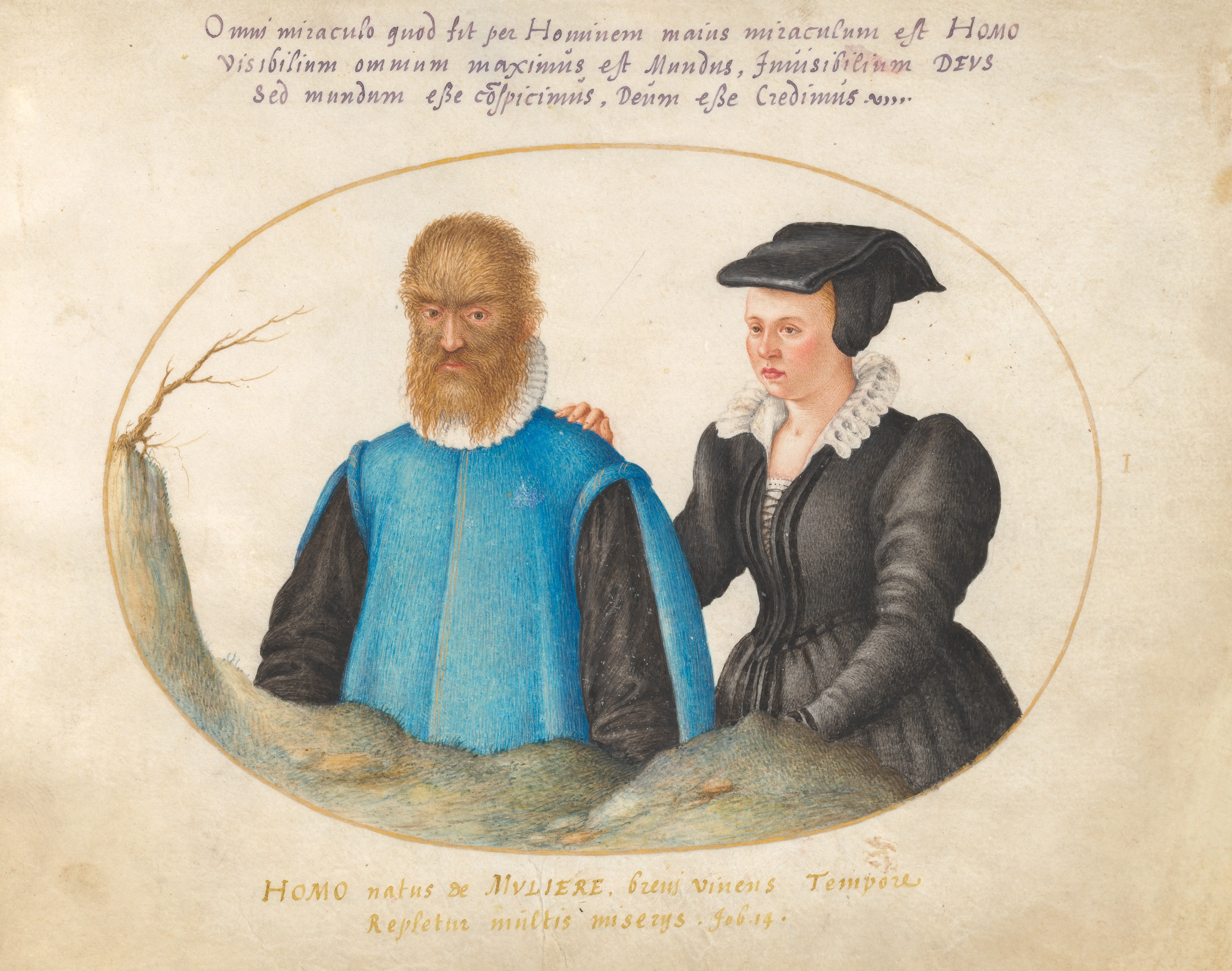
Petrus Gonsalvus y su esposa Catherine.

En 1573, Don Pedro González se casó con una bella parisina de la que sólo se sabe el nombre, Catherine, y que muy posiblemente fuera dama de compañía de la reina Catalina de Médici. De este matrimonio nacieron seis hijos, tres niños y tres niñas, Madeleine, Enrique, Françoise, Antonietta, Horacio, y Ercole. En solo dos de sus hijos no se repitió la enfermedad (propiamente, ni en su hija Françoise ni en su hijo Ercole, fallecido en los primeros años de edad), y hay constancia que la hipertricosis también afectó a varios de sus nietos. De estos años hay varias pinturas y grabados de la familia, entre ellos los cuatro cuadros de cuerpo entero que se encuentran en el Castillo Ambras, en Innsbruck (Austria), donde se representan a Don Pedro González, su esposa Catherine, sus dos hijos Madeleine y Enrique, o los grabados que se encuentran en la Galería Nacional de Arte, en Washington D. C. (Estados Unidos). Los óleos de la familia que se encuentran en Ambras, han prestado su nombre para la enfermedad de hipertricosis, conociéndose también como síndrome de Ambras, por los retratos de Don Pedro y su familia que allí se encuentran. Estos cuadros se encuentran en la llamada Cámara de Arte y Curiosidades creada por el archiduque de Austria Fernando II. En este espacio también se encuentra el célebre retrato de Vlad Tepes. Otros llaman esta enfermedad también «síndrome del hombre lobo», contextualizándolo en creencias supersticiosas.
A la muerte de la reina Catalina de Médici, el duque de Mayenne cedió a tan singular familia al duque de Parma, Ranuccio Farnesio, y es aquí cuando Don Pedro González y su familia comenzaron su etapa en Italia. La vida de Don Pedro y su familia transcurre en esta época con los mismos privilegios que en la corte francesa, pero más discreta desde el punto de vista cortesano. 
Don Pedro González murió en 1618 en Capodimonte. Según Roberto Zapperi (en italiano) existen detalles de su vida entre otros lugares, en el Archivo del Vaticano y en los Archivos de Roma y Nápoles. Se cree que Pedro González y su familia son el caso de hipertricosis más antiguo de los que se han descrito en Europa.

## En la ficción
Algunos investigadores creen que el matrimonio de Petrus Gonsalvus con la dama Catherine inspiró el cuento de hadas La Bella y la Bestia.
En 2019 la escritora Emma Lira publicó la novela histórica Ponte en mi piel cuyo protagonista principal se basa en Petrus Gonsalvus, con una abundante recreación del contexto histórico en el que vivió.